# Giovanni Battista Lercari (Doge, 1507)
Giovanni Battista Lercari (* 1507 in Genua; † 1592 ebendort) war der 64. Doge der Republik Genua.

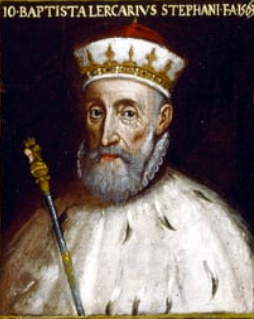
Giovanni Battista Lercari

## Leben

### Öffentliches Leben vor dem Dogeat

Adelswappen der Familie Lercari

Er wurde als Sohn von Stefano Lercari und Maria Giustiniani um 1507 in der ligurischen Hauptstadt geboren. Durch sein Studium erhielt er eine gute geisteswissenschaftliche Ausbildung und machte schon früh Karriere, indem er im Alter von 22 Jahren Konsul der Republik Genua in Palermo wurde. Im Jahr 1529, ein Jahr nach dem Aufstieg des Admirals Andrea Doria, der die Verwaltungsstruktur der Republik reformierte und neue Bündnisse mit Spanien einging, wurde Giovanni Battista Lercari zum Hauptmann ernannt und war damit für die Verteidigungs- und Militärstruktur des genuesischen Staates verantwortlich.
Am 25. Oktober desselben Jahres wurde er zum Botschafter von Genua ernannt und war als Vertreter der Republik bei der Krönung von Karl V. zum neuen Kaiser des Heiligen Römischen Reiches in Bologna anwesend. In seiner Korrespondenz, die er später nach Genua schickte, informierte der junge Lercari die Republik über die guten Beziehungen, die er mit dem neu gekrönten spanischen Kaiser aufgebaut hatte. Karl V. bat den Botschafter Lercari persönlich um den Beitritt Genuas zur Liga, ihm zur Seite stand jedoch der einflussreiche und bekannte Botschafter und Prokurator Sinibaldo Fieschi, der den Kontakt zum spanischen König aufrechterhielt. In der Basilika San Petronio war er am Tag der Krönungszeremonie (24. Februar 1530) die Hauptfigur eines heftigen verbalen und physischen Streits mit dem Botschafter von Siena wegen der „protokollarischen Rangfolge“, eine Reihenfolge, die später von Papst Clemens VII. in der Basilika „geklärt“ wurde.
Im Rahmen des „bewaffneten Waffenstillstands“ zwischen Frankreich unter Franz I. und Spanien unter Karl V. wurde Giovanni Battista Lercari zwischen 1532 und 1534 verstärkt in spanische und französische Gebiete gesandt, um eine Lösung für den blockierten genuesischen Handel in Frankreich und Savoyen zu finden. Bei einem Treffen im November 1533 in Marseille, an dem Franz I., Papst Clemens VII. und der genuesische Bankier Benedetto Vivaldi teilnahmen, schien er eine Einigung zwischen den Parteien erzielt zu haben, die dann aber an der Unbeständigkeit und Unnahbarkeit des französischen Herrschers scheiterte. Nachdem die Verhandlungen in Frankreich gescheitert waren, wurde er 1535 als Botschafter nach Spanien entsandt, wo er in Madrid mit Karl V. zusammentraf, um die Argumente Genuas vorzutragen, das durch die Auseinandersetzungen zwischen den beiden großen Nationen und die spanische Allianz erheblichen wirtschaftlichen und kommerziellen Schaden erlitten hatte.
Vor seiner Ernennung zum Dogen bekleidete er verschiedene Ämter in der Republik, vom Mitglied des Gouverneurskollegiums bis hin zu seiner Aufgabe, die Herrscher der damaligen Zeit in Genua zu empfangen.

### Das Dogeat und der Konflikt mit den Syndikatoren
Mit 191 von 300 Stimmen wurde Giovanni Battista Lercari am 7. Oktober 1563 im Rat zum neuen Dogen der Republik Genua gewählt: der 19. seit der zweijährigen Reform und der 64. in der Geschichte der Republik.
Als „neuer“ Adliger war er aber wie der Vorgänger des „alten“ Adels, Giovanni Battista Cicala Zoagli, pro-spanisch und der Doria-Linie zugehörig. Seine Amtszeit war von einem neuen internen Konflikt zwischen dem alten und dem neuen Adel geprägt, der nach den Auseinandersetzungen auf Korsika (während der Amtszeit von Cicala Zoagli), nach dem Tod des Admirals Andrea Doria und vor allem durch die neuen internationalen Verhältnisse entstanden war. Dennoch wurde Genua in diesen zwei Jahren von wichtigen internationalen Persönlichkeiten und Autoritäten besucht, wie dem Vizekönig Don García Álvarez de Toledo y Osorio, dem Herzog von Alburquerque Gabriel de la Cueva, dem Markgrafen von Pescara Fernando Francesco d’Avalos oder dem Kardinal von Augsburg Otto von Waldburg.
Die als übertrieben empfundene Entscheidungsfreudigkeit und Autonomie des Dogen Lercari sowie der übertriebene Pomp, den er persönlich gegenüber ausländischen Besuchern in Genua an den Tag legte, waren gegen Ende seiner Amtszeit für die fünf Syndikatoren, die über die Ernennung Lercaris zum ewigen Prokurator zu entscheiden hatten, ein entscheidender Faktor. Die beiden „neuen“ Adligen (darunter der künftige Doge Prospero Centurione Fattinanti) stimmten für die Ernennung, nicht aber die drei „alten“ Adligen aus seiner eigenen Fraktion, die in einem Schreiben vom 29. Januar 1566 das Vorgehen des Dogen mit schweren Vorwürfen anprangerten: Überschreitung der Verfahrensregeln und, was noch schwerer wog, der Vorwurf des Machtmissbrauchs wegen persönlicher Belange (insbesondere die Treffen des Dogen mit ausländischen Gästen und die Pflege der Beziehungen zu den Beamten in Korsika, ohne sie den Kollegien mitzuteilen).
In einem Brief vom 5. Februar 1566 antwortete der ehemalige Doge Lercari Punkt für Punkt auf die Anschuldigungen und führte die Vorteile an, die er während seines Dogeats für Genua erzielt hatte, vor allem im Bereich der internationalen Beziehungen, wobei er persönliche Entscheidungen wie den Verzicht auf Abgaben zugunsten von Wohlfahrts- und Krankenhauseinrichtungen bewusst aussparte. Einen Monat später, ohne dass er eine Antwort von der anderen Partei erhalten hatte, schickte er ein neues Dossier an die Syndikatoren, in dem er sich erneut verteidigte und seine Handlungen klarstellte, und bat um Kopien der Verhöre und möglichen Anklagen gegen ihn. Die Syndikatoren schickten zwei Briefe an Giovanni Battista Lercari, die aus den Verhören von Paolo Spinola und Domenico Doria stammten und in denen im Wesentlichen die Anschuldigungen wiedergegeben wurden. Mit Urteil vom 28. März 1566 beurteilten die Syndikatoren die Ernennung Lercaris zum ewigen Prokurator im Hinblick auf die gegen ihn erhobenen Vorwürfe erneut als unzulässig. Der ehemalige Doge konnts nichts unternehmen, da ein Berufungsverfahren in den Regeln von 1528 für die Urteile der Syndikatoren nicht vorgesehen war.

### Tod des Sohnes und die Distanzierung von Genua
Der ehemalige Doge Lercari und seine Frau Maria Imperiale, die bereits ihren Sohn Giovanni Gerolamo verloren hatten, mussten bald den Verlust ihres letzten männlichen Kindes und einzigen direkten Nachkommen, Giovanni Stefano, verkraften. Nach einer Rede von Luca Spinola (Doge in den Jahren 1551–1553) vor dem Senat, in der die Person des Giovanni Battista Lercari negativ dargestellt wurde – der ehemalige Dogen bezeichnete ihn als „Angreifer auf die republikanische Freiheit“ – beauftragte Giovanni Stefano Lercari aus Rache einen Auftragskiller Luca Spinola zu töten, um das Unrecht an seinem Vater zu rächen. Das Attentat scheiterte aufgrund einer Verwechslung des Auftragskillers, der stattdessen Agostino Pinelli Ardimenti (Doge zwischen 1555 und 1557) ermordete, der mit Luca Spinola spazieren ging.
Nach der Aufdeckung des Komplotts wurden Lercaris Eltern verhaftet und ins Gefängnis gebracht, wo sie zunächst als Komplizen ihres Sohnes oder als Anstifter des Mordes angesehen wurden, um dann nach der Aufklärung des Sachverhalts umgehend wieder freigelassen zu werden. Dies warl bei Giovanni Stefano Lercari offensichtlich nicht der Fall, der in der Nacht des 13. Dezember 1566 gefangen genommen, gefoltert und nach seinem Geständnis am 22. Februar 1567 im Grimaldina-Turm des Herzogspalastes zur Enthauptung verurteilt wurde.
Nach der Verurteilung und dem Verlust seines Sohnes verließ Giovanni Battista Lercari mit seiner Frau Genua für etwa zehn Jahre und hielt sich zunächst in Tunis, im Vizekönigreich Neapel und später erneut in Spanien am Hof von Philipp II. auf, wo er offenbar offizielle Ämter ablehnte. Das Paar kehrte 1574 in die ligurische Hauptstadt zurück, als der Erzherzog Don Juan de Austria eintraf, den Lercari dem Senat und dem Dogen Giacomo Grimaldi Durazzo vorstellte.

### Rückkehr nach Genua und seine letzten Jahre
Nach seiner Rückkehr in die Hauptstadt Genua bot er seine Vermittlung zur Lösung des Aufstandes an, der 1575 zwischen den verschiedenen Fraktionen des „alten“ und des „neuen“ Adels nach der von Andrea Doria angestrebten Aufhebung des so genannten „Garibetto-Gesetzes“ (Ernennung der Ratsmitglieder „durch Abstimmung“ statt „durch Los“) ausbrach. Lercari wurde um Vermittlung gebeten, indem man ihm im Gegenzug eine „Überprüfung“ seiner abgelehnten Ernennung zum ewigen Prokuristen anbot. Lercari lehnte das Angebot im März 1575 ab und stellte sich offen auf die Seite des „Volkes“, zum Nachteil aller Adligen, die als „unfähig“ zum Regieren galten, eine These, die er im Senat mit einer provokativen Rede deutlich betonte.
Nachdem die „Alten“ wegen zu vieler Volksaufstände aus Genua vertrieben worden waren, wurde von Giovanni Battista Lercari (Oberhaupt der „Alten“) und Davide Vacca (Oberhaupt der „Neuen“ und zukünftiger Doge in den Jahren 1587–1589) in Casale Monferrato vor Kardinal Giovanni Gerolamo Morone ein neues Vermittlungsverfahren eingeleitet. Das Abkommen wurde am 10. März 1576 nach einer Einigung zwischen den Parteien unterzeichnet. Gemeinsam wurde eine neue republikanische Verfassung formuliert und zu den neuen Änderungen gehörte die Aufhebung der Unanfechtbarkeit der Urteile der obersten Syndikatoren zugunsten einer möglichen Berufung beim Kleinen Rat, allerdings nur für die schwersten Fälle. Am 6. Juni desselben Jahres wurde er zum Botschafter der Republik am Hof Philipps II. ernannt. Genua nützte die günstige Gelegenheit, um mit Hilfe Spaniens alte Verhältnisse wie den Besitz von Oneglia (abgetreten an das Herzogtum Savoyen), die Adelssteuern und die Handels- und Zollbestimmungen wieder einzuführen.
Bereits im fortgeschrittenen Alter wurde er am 20. April 1589 zusammen mit Agostino Sauli nach Korsika geschickt, um die Probleme der Getreideversorgung Genuas zu lösen. Giovanni Battista Lercari, dessen Gattin Maria Imperiale einige Jahre zuvor verstarb, starb 1592 in der ligurischen Hauptstadt und hinterließ eine Tochter,  Pellina die Gattin von Giovanni Maria Spinola, als Alleinerbin. In seinem Testament hinterließ er außerdem nicht weniger als 6.000 Genueser Lire für die Armen der Stadt.
Sein Leichnam wurde in der Marienkapelle der Abbazia di San Nicolò del Boschetto in Cornigliano beigesetzt, wo bereits die sterblichen Überreste seiner Frau und seiner beiden Söhne Giovanni Gerolamo und Giovanni Stefano lagen.